# Über Spanien lacht die Sonne
Über Spanien lacht die Sonne ist ein autobiografisch geprägter Comic von Kathrin Klingner. Sie arbeitet darin mit trockenem Humor ihre Erfahrungen als Teilzeitkraft in einem Hamburger Medienunternehmen künstlerisch auf, für das sie Onlinekommentare moderierte und auf Hassrede überprüfte. Die Geschichte erschien im Januar 2020 bei Reprodukt.

## Handlung
Die Geschichte ist im Jahr 2015 angesiedelt und beginnt mit Kittys Einweisung an ihrem neuen Arbeitsplatz. Durch die Flüchtlingskrise in Deutschland 2015/2016 haben Hasskommentare stark zugenommen, weswegen das bestehende Team Verstärkung braucht. Der genaue Zweck des Unternehmens bleibt unklar. Mit Fingerzeig auf ein angrenzendes Büro äußert ihr Chef: „Keine Ahnung, was die machen, halt auch irgendein Internetquark.“ Kitty soll sich als Moderatorin um Onlinekommentare kümmern und Beiträge ausfiltern, die nicht den Richtlinien entsprechen. Gelöschte Kommentare werden mit einer begründenden Abkürzung versehen: FR2 steht beispielsweise für „Rassistische Beleidigung“, GFA für „Gewaltfantasie“ oder KEB für „Kein ernsthafter Beitrag“. Vor dem Hintergrund des Büroalltags setzt sich Kitty mit Kommentaren, Hass, Rassismus und Verschwörungstheorien auseinander. Während sie unter anderem von „brennenden Asylheimen“ liest, fragt eine Kollegin, ob sie zum Mittagessen auch etwas bestellen wolle. Sie muss sich aber auch immer wieder mit persönlichen Angriffen besonders gehässiger Kommentatoren, Sockenpuppen und Trolle auseinandersetzen, die erstaunlich viel Zeit investieren. In ihrer Freizeit versucht sie ihren Nebenjob als Roman zu verarbeiten und geht regelmäßig mit ihrem Exfreund spazieren. Im letzten Kapitel wird eine mögliche Lösung angedeutet. Der Vorgesetzte möchte eine „Versöhnungsfeier“ ausrichten, bei der sich Moderatoren und die lautesten Hetzer treffen sollen, ohne sich hinter einem Pseudonym verstecken zu können.

## Entstehung und Stil
Klingner hegte schon länger den Gedanken, Erfahrungen aus ihrem Arbeitsalltag in einer längeren Geschichte festzuhalten. Dabei spielten Hasskommentare als Thema keine nennenswerte Rolle für ihre Motivation, es ging für sie um „unglaubliche Jobs […], die man sich vor zehn Jahren nicht hätte vorstellen können – und wie Leute damit umgehen“. Wäre sie nicht zufällig bei dem Medienunternehmen gelandet, hätte sie eine andere Tätigkeit zum Inhalt ihres Comics gemacht. Als Aushilfskraft moderierte sie in den Jahren 2013 bis 2015 (Hass-)Kommentare im Internet. Wegen der Flüchtlingskrise in Deutschland 2015/2016 sah sie sich insbesondere mit Rassismus, aber auch Gewaltfantasien konfrontiert.
Die schwarz-weiß gehaltenen Zeichnungen setzt Klingner in einem minimalistischen Stil um. Bei der Seitengestaltung beschränkt sie sich auf eine starre Anordnung von jeweils sechs Panels gleicher Größe pro Seite. Den Kopf ihrer Protagonistin, die als Kaninchen dargestellt ist (aufgrund des Namens könnte es sich auch um eine Katze handeln), zeichnet sie mit nur fünf länglichen Farbtupfern, einem für den Mund und je zwei für Augen und Ohren. Vor einem weißen Hintergrund verzichtet sie bei Kittys Gesicht sogar auf die Konturen.
Die meisten Figuren sind wie die Protagonistin als (nicht immer eindeutig identifizierbare) Tiere gezeichnet – der Vorgesetzte der Moderatoren hat einen Schnabel und bewegt sich auf allen Vieren, der Kollege Wolf heißt nicht nur so, sondern ist auch einer – nur wenige stellt sie als Menschen dar. Klingner entschied sich zum einen für die Tierdarstellung, damit man die Figuren nicht unmittelbar nach Alter oder Herkunft einordnen könne. Zum anderen soll damit signalisiert werden, dass die Geschichte zwar autobiografisch geprägt, aber in Teilen fiktionalisiert ist. Bei den wiedergegebenen Kommentaren handelt es sich durchweg um tatsächliche Äußerungen. Dabei war es Klingner ebenfalls wichtig, dass sich die Figuren wie „echte Personen“ anfühlen, weshalb die Charaktere auch negative Eigenschaften aufweisen. Es seien „Leute, die einfach zur Arbeit gehen und sich auf den Feierabend freuen.“
Während ihrer Arbeit agieren die Moderatoren in der Regel trocken und emotionslos, da selbst bizarre Paranoia und extremer Hass zu ihrem Alltag gehören. In einer Szene isst Kitty eine Packung Kartoffelchips und liest dabei, man solle sich nicht wundern, wenn Flüchtlingsunterkünfte brennen sollten.

## Veröffentlichung
Über Spanien lacht die Sonne erschien im Januar 2020 bei Reprodukt (128 Seiten, 17 × 24 cm, ISBN 978-3-95640-212-8). Klingner wählte den Titel wegen eines Kommentars, der sowohl ihr als auch im Comic Kitty und ihren Kollegen immer wieder begegnet: „Über Spanien lacht die Sonne, über Deutschland lacht die ganze Welt“. Der Buchumschlag ist fast vollständig in einem kräftigen Gelb gehalten. Auf der Vorderseite sind Autorin und Titel in weißen Großbuchstaben zu lesen. Die Nahaufnahme von Kitty nimmt fast die gesamte Fläche ein, der obere Teil ist stellenweise vom Titelschriftzug überdeckt.

## Kritiken und Auszeichnungen
Timur Vermes fasst bei Der Spiegel den Comic als „verdammt unterhaltsam [und] trotzdem wichtig“ zusammen. Vor allem die trockene Präsentation sei Klingners „stärkste Waffe“, sie arbeite ohne jede Betroffenheit, Häme oder Sarkasmus. Die Beiläufigkeit jeder Illustration mache die „Szenerie, die ja unsere Realität ist, erst so richtig gespenstisch“. Manchmal wäre man tatsächlich froh, so etwas wie einen „gerechten Zorn“ bei den Charakteren zu spüren.
Bei Deutschlandfunk Kultur sieht Massimo Maio einen spannenden „Kontrast zwischen dem teilweise banalen Büroalltag und den Inhalten der Kommentare, die mitunter ein Bürgerkriegsszenario zeichneten“.
Viele Elemente kenne man bereits aus ihrem Comicdebüt Katze hasst Welt – „Tierfiguren und minimalistisch-krakelige Zeichnungen sowie der trockene Ton“ – hält Barbara Buchholz in Der Tagesspiegel fest. Mit ihrem zweiten Werk sei ihr ein „pointierter und unterhaltsamer Comic“ gelungen. So abstrahiert Kittys Gesicht auch ausfalle, erzeuge Klingner erstaunlich viele Ausdrücke durch geringfügige Änderungen, von Konzentration über Verdruss bis Belustigung.
Im Jahr 2021 erhielt Über Spanien lacht die Sonne einen GINCO Award als „Bester Lang-Comic“.